# 14e régiment de dragons (France)
Le 14e régiment de dragons (ou 14e RD), est une unité de cavalerie de l'armée française, créé sous la Révolution à partir du régiment de Chartres dragons, un régiment de cavalerie français d'Ancien Régime actuellement dissoute.

## Création et différentes dénominations
Créé le 3 mars 1672 par le Marquis de Seyssac, il devient en 1758 "Chartres dragons", puis en 1791 14e régiment de dragons.
Le 14 mai 1814, sous la 1ère Restauration, il change de numéro dans l’ordre de bataille et devient 9e régiment de dragons avant de retrouver, en 1815, durant la période dite des 100 jours, son ancienne numérotation 14e dragons.

## Chefs de corps
- 1791 : colonel Louis Philippe d'Orléans.
- 1792 : colonel Jacques Louis François de Tilly (**) ;
- 1804 : colonel Lafon de Blaniac

- 1806 : colonel Joseph Bouvier des Éclaz

- 1903-1908 : colonel Théodore de Dartein
- 1918-1923 : colonel André de Vismes

- 1940 : colonel Pierre Armand Marie Robert Olleris

## Étendard
Il porte, cousues en lettres d'or dans ses plis, les inscriptions suivantes :
- Valmy 1792
- Fleurus 1794
- Nazareth 1799
- Eylau 1807
- Solférino 1859
- Ypres 1914
- L'Aisne 1918
- Belgique 1918

## Historique des garnisons, combats et batailles

### Guerres de la Révolution et de l’Empire

Dragon du 14e régiment en 1791.

- 1er décembre 1792 : Armée de la Moselle, expédition de Trèves
- 1798 :
  - Armée d'Orient (campagne d'Égypte)
- 1805 : 
  - 8 octobre : Bataille de Wertingen
- 1806 : Campagne de Prusse et de Pologne
  - 14 octobre : Bataille d'Iéna
- 1807 : 
  - 9 février : Bataille d'Eylau
  - 14 juin : Bataille de Friedland
- 1808 - 1812 : Guerre d'indépendance espagnole
- 1813 : Campagne d'Allemagne
  - 16-19 octobre : Bataille de Leipzig
- 1814 campagne de France :
  - 28 mars : Bataille de Claye et Combat de Villeparisis

### De 1830 à 1871
- Campagne d'Italie
  - Bataille de Solférino
- Guerre franco-prussienne de 1870

### De 1871 à 1914

Représentation d'un cavalier du 14e dragons en petite tenue, vers 1896.

Le régiment est recréé par la transformation par arrêté ministériel du 14 août 1871 du 1er régiment de lanciers en 14e régiment de dragons.
Il est en garnison à Sedan en 1903.

### Première Guerre mondiale

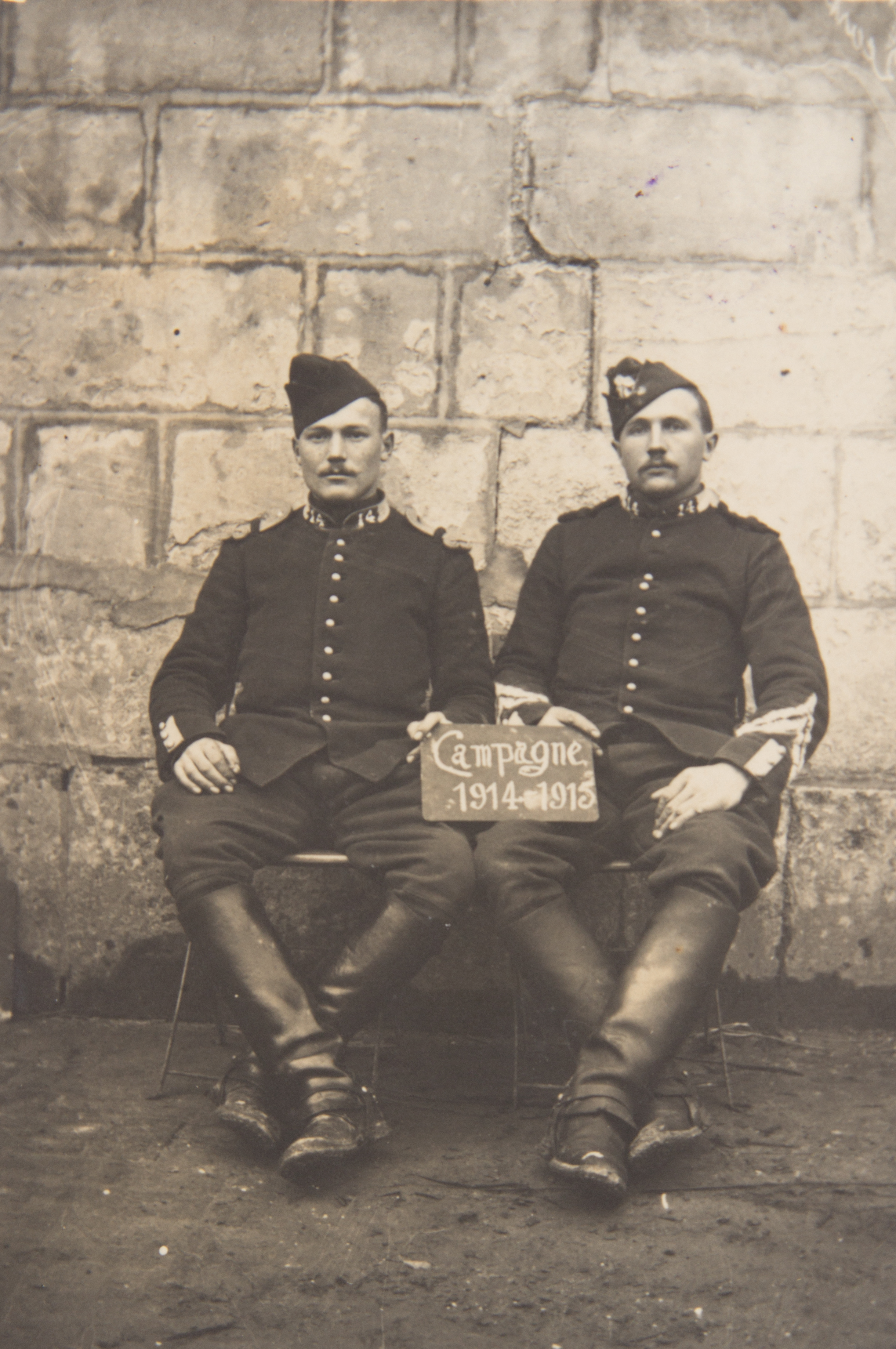
Deux dragons du régiment en 1915.

Le 14e régiment de dragons est formé[Quoi ?] à Saint-Étienne.

#### 1914
Stationné à Sedan, le régiment part pour la frontière menacée.

### Entre-deux-guerres
Le 14e régiment de dragons est dissout le 15 novembre 1926.

### Seconde Guerre mondiale

#### Drôle de guerre
À la mobilisation de 1939, le 14e régiment de dragons portés (14e RDP) est recréé dès le 2 septembre à Angers, avec deux bataillons à quatre escadrons (un de motocyclistes, deux de fusiliers-voltigeurs et un escadron de mitrailleuses et d'engins). Il est alors rattaché à la 1re brigade de dragons portés, avec le 15e régiment de dragons portés. Cette brigade est rattachée à la 1re division légère mécanique. Puis en décembre 1939, les brigades de dragons portés sont dissoutes.
Avec le 4e régiment d'automitrailleuses, il forme en janvier 1940 la 14e brigade légère mécanique, qui est affectée à la 4e division légère de cavalerie (4e DLC) créée en février 1940. Cette division doit participer à la manœuvre retardatrice en Ardenne en avant de la 9e armée dont elle dépend dans le cadre du plan Dyle. Elle forme pour cela deux groupements (nord et sud), le II/14e RDP est affectée au groupement nord et le I/14e RDP au groupement sud. Ces groupements doivent progresser respectivement sur les axes La Capelle – Trélon – Mettet – Saint-Gérard – Godinne – Assesse – Durbuy et Hirson – Chimay – Florennes – Bioul – Yvoir – Ciney – Marche-en-Famenne – Grandménil.

#### Bataille de France en mai 1940

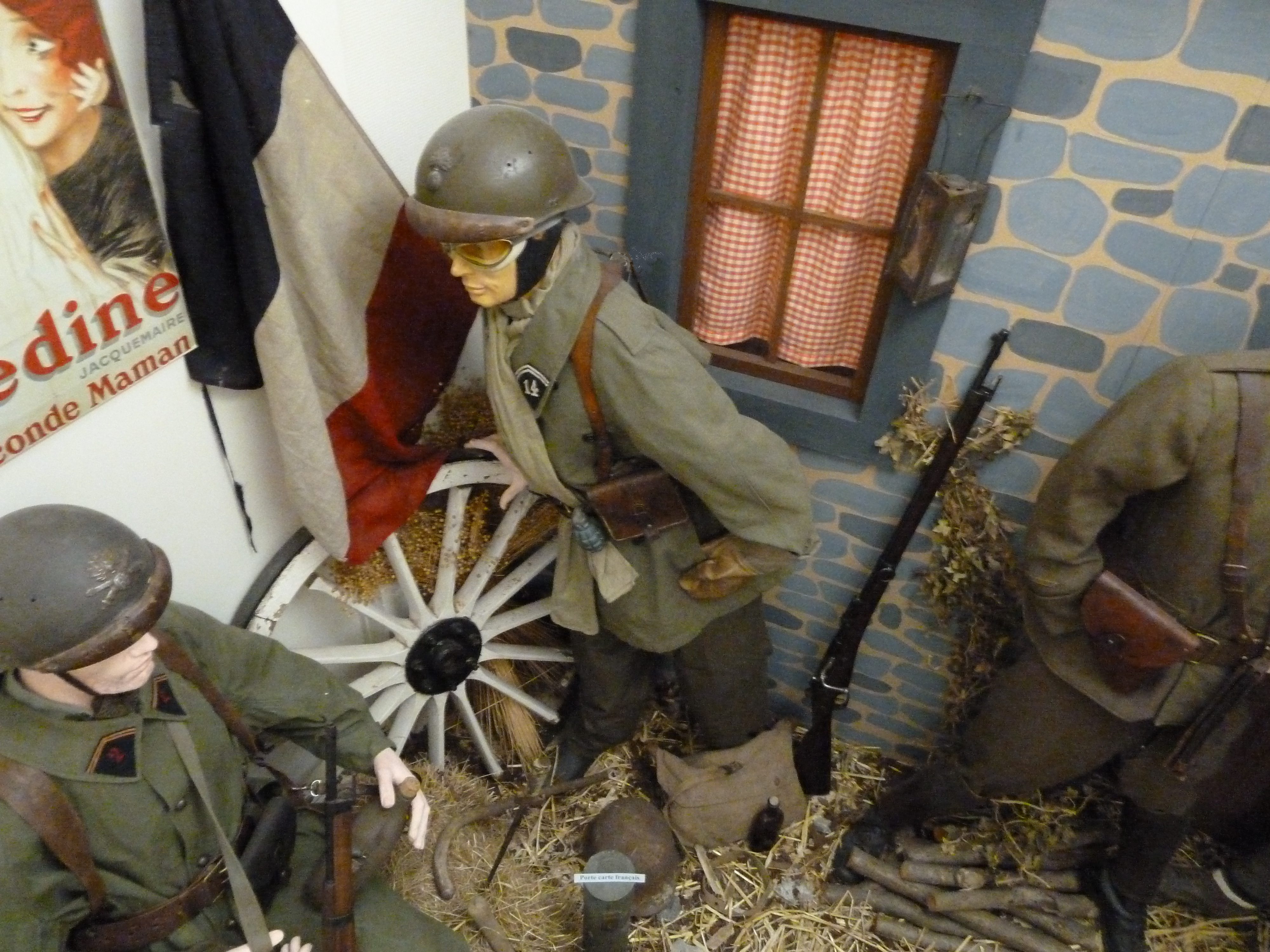
Uniforme d'un dragon porté du 14e RDP (au centre), au Musée du Souvenir Bataille de la Meuse Mai 1940.

Le deuxième bataillon du régiment participe en particulier au combat de Haut-le-Wastia le 14 mai 1940. Le régiment restera avec la 4e DLC jusqu'en juin 1940, date à laquelle la division est transformée en 7e division légère mécanique.

#### Reconstitution
Au sein de la 7e DLM, le 14e RDP est reconstitué avec un escadron mixte AMD/motos (sept AMD Laffly 50), trois escadrons de fusiliers-voltigeurs et un escadron de mitrailleuses et d'engins,.

## Traditions et uniformes

### Devise
Il possède comme devise "Bello felicitas" qui signifie "La joie de la guerre".

## Personnages célèbres ayant servi au14erégiment de dragons
- Louis-Philippe d'Orléans (1er juin 1791-6 mai 1792), colonel.
- Félicité Jean Louis de Durfort (1758-1801), sous-lieutenant au régiment de Chartres-Cavalerie (dragons)
- Marie Antoine de Reiset
- Antoine Berlon (1890-1981), lieutenant.

## Sources et références
1. ↑  Décision no 12350/SGA/DPMA/SHD/DAT du 14 septembre 2007 relative aux inscriptions de noms de batailles sur les drapeaux et étendards des corps de troupe de l'armée de terre, du service de santé des armées et du service des essences des armées, Bulletin officiel des armées, no 27, 9 novembre 2007
2. ↑  « 14dragonsh », sur cavaliers.blindes.free.fr (consulté le 2 juin 2020)
3. ↑  « Annuaire de l'Armée française pour l'année 1903 », sur Gallica, 1903 (consulté le 21 novembre 2020)
4. ↑  Auguste Édouard Hirschauer, « Annexe 2 : Notice Historique », dans Rapport fait au nom de la Commission de l'armée, chargée d'examiner le projet de loi adopté par la chambre des députés, relatif à la constitution des cadres et effectifs de l'armée, Impressions du Sénat (no 263), mars 1928 (lire en ligne), p. 212-213
5. 1 2  François Vauvillier, Les automitrailleuses de reconnaissance, t. 1 : L'AMR 33 Renault : ses précurseurs, ses concurrentes et ses dérivés, Histoire & Collections, coll. « Les matériels de l'armée française », 2005 (ISBN 2-915239-67-3), « 14e RDP (1939-1940) », p. 62
6. 1 2  14e régiment de dragons portés (14e RDP) sur Tanaka-world.net.
7. 1 2 3  Jean-Yves Mary, Le corridor des Panzers : Par delà la Meuse 10 - 15 mai 1940, t. I, Bayeux, Heimdal, 2009, 462 p. (ISBN 978-2-84048-270-3 et 2-84048-270-3), p. 33.
8. ↑  Jean-Yves Mary, Le Corridor des Panzers, t. I, Bayeux, Heimdal, 2009, p. 298 à 302